# Хаммер, Бернхард
Бернхард Хаммер (нем. Bernhard Hammer; 3 марта 1822, Ольтен, кантон Золотурн, Швейцария — 6 апреля 1907, Золотурн, Швейцария) — швейцарский политик, президент. Член Радикально-демократической партии.

## Биография
Сын владельца гостиницы в Ольтене, Бернхард Хаммер изучал физику и историю в Университете Женевы, затем право и философию в университетах Фрайбурга, Берлина и Цюриха. В 1844 году он получил патент адвоката и нотариуса в кантоне Золотурн, а два года спустя открыл собственную фирму. В 1853 году он женился на Гертруде Йегги и в том же году был избран председателем районного суда. С 1856 года по 1868 избирался в кантональный парламент, затем был назначен посланником в Берлин. В конце 1875 года об отставке объявиле четыре из семи членов Федерального совета. Хаммер был избран в Совет и возглавил департамент финансов.
- 10 декабря 1875 — 31 декабря 1890 — член Федерального совета Швейцарии.
- 1 января 1876 — 31 декабря 1878 — начальник департамента (министр) финансов.
- 1 января — 31 декабря 1878 — вице-президент Швейцарии.
- 1 января — 31 декабря 1879 — президент Швейцарии, начальник политического департамента (министр иностранных дел).
- 1 января 1880 — 31 декабря 1890 — начальник департамента финансов.
- 1 января — 27 ноября 1888 — вице-президент Швейцарии.
- 27 ноября — 31 декабря 1888 — исполнял обязанности президента после смерти Вильгельма Хертенштейна.
- 1 января — 31 декабря 1889 — президент Швейцарии.